# Lisa Smedman
Lisa Smedman (* 1959 in North Vancouver, British Columbia) ist eine kanadische Fantasy- und Science-Fiction-Autorin sowie Zeitungsredakteurin.

## Biografie
Lisa Smedman wurde 1959 geboren und wuchs in North Vancouver, British Columbia, auf. Sie studierte an der University of British Columbia in Vancouver Anthropologie und später am Langara College Journalismus. Seit ihrem Studienabschluss mit Journalismusdiplom arbeitet Smedman als Redakteurin bei verschiedenen Zeitungen in der Region Vancouver.
Nebenberuflich ist sie als Autorin tätig: 1981 lernte Smedman das Pen-&-Paper-Rollenspiel Dungeons & Dragons kennen, für das sie Geschichten zu schreiben begann. Ab 1993 schrieb sie für TSR Inc. International bekannt wurde Smedman 2004 mit dem Roman Zerstörung (OT: Extinction) aus der  Vergessene-Reiche-Reihe War of the Spider Queen. Daneben ist sie auch als Autorin mehrerer Shadowrun-Romane bekannt.
Smedman lebt und arbeitet im Großraum Vancouver.

## Werke

### Dungeons and Dragons: Vergessene Reiche / Forgotten Realms
- The Gilded Rune, Wizards of the Coast 2012, ISBN 978-0-7869-6030-9

#### Sembia
- Heirs of Prophecy, Wizards of the Coast 2002, ISBN 0-7869-2737-2
  - Erbin der Prophezeiung, Feder & Schwert 2008, Übersetzer Daniel Schumacher, ISBN 978-3-86762-029-1.

#### War of the Spider Queen
- Extinction, Wizards of the Coast 2004, ISBN 0-7869-2989-8
  - Zerstörung, Feder & Schwert 2004, Übersetzer Ralph Sander, ISBN 3-937255-18-4

#### House of Serpents
- - Venom's Taste, Wizards of the Coast 2004, ISBN 0-7869-3166-3
  - Viper's Kiss, Wizards of the Coast 2005, ISBN 0-7869-3616-9
  - Vanity's Brood, Wizards of the Coast 2006, ISBN 0-7869-3982-6

#### Ravenloft
- Castles Forlorn, Wizards of the Coast 1993, ISBN 156076645X
- Adam’s Wrath, Wizards of the Coast 1994, ISBN 1560768339
- The Awakening, Wizards of the Coast 1994, ISBN 1560768835
- When Black Roses Blooms, Wizards of the Coast 1995, ISBN 0786901012
- Chilling Tales, Wizards of the Coast 1995, ISBN 078690142X
- Death Ascendant, TSR 1996, ISBN 0786904143
- Death Unchained, Wizards of the Coast 1996, ISBN 0786904089

#### Die Büßerin / The Lady Penitent
Alle übersetzt von Dorothee Danzmann.
- Sacrifice of the Widow, Wizards of the Coast 2007, ISBN 0-7869-4250-9
  - Das Opfer der Witwe, Feder & Schwert 2008, ISBN 3-86762-043-1
- Storm of the Dead, Wizards of the Coast 2007, ISBN 0-7869-4701-2
  - Der Sturm der Toten, Feder & Schwert 2009, ISBN 3-86762-044-X
- Ascendancy of the Last, Wizards of the Coast 2008, ISBN 978-0-7869-4864-2
  - Der Triumph der Spinne, Feder & Schwert 2009, ISBN 3-86762-047-4

### Shadowrun
Alle übersetzt von Christian Jentzsch.
- The Lucifer Deck, Roc / New American Library 1997, ISBN 0-451-45377-8
  - Das Luzifer-Deck, Heyne 1997, ISBN 3-453-12667-X
- Blood Sport, Roc / New American Library 1998, ISBN 0-451-45625-4
  - Blutige Jagd, Heyne 1998, ISBN 3-453-14894-0
- Psychotrope, Roc / New American Library 1998, ISBN 0-451-45708-0
  - Psychotrop, Heyne 1999, ISBN 3-453-16172-6
- The Forever Drug, Roc / New American Library 1999, ISBN 0-451-45747-1
  - Das neunte Leben, Heyne 2000, ISBN 3-453-17946-3
- Tails You Lose, Roc / New American Library 2001, ISBN 0-451-45818-4
  - Kopf oder Zahl, Heyne 2001, ISBN 3-453-19656-2

### Vor – The Maelstrom
- The Playback War, Aspect / Warner Books 2000, ISBN 0-446-60489-5

### Weitere Romane
- The Appartition Trail, Tesseract Books 2004, ISBN 1-894063-22-8
- Amazons: Daughters of Artemis, 2017, ISBN 978-1-5219-4833-0

### Spielebücher
- The Dancing Hut of Baba Yaga, 1995
- Terror/Counterterror, 1996 (mit Sandy Addison und John Fletcher)

### Sachbücher
- From Boneshakers to Choppers: The Rip-Roaring History of Motorcycles, 2007

### Sonstige Werke
- The Apparation Trail
- Vancouver: Stories of a City
- Creature Catchers